# Бурятская письменность
Бурятская письменность — письменность бурятского языка. За время своего существования несколько раз меняла свою графическую основу и неоднократно реформировалась. В настоящее время бурятская письменность функционирует на кириллице. В истории бурятской письменности выделяется 3 этапа:
- до 1930 года — письменность на основе старомонгольского письма
- 1930—1939 — письменность на основе латиницы
- с 1939 — письменность на основе кириллицы

## Старомонгольское письмо

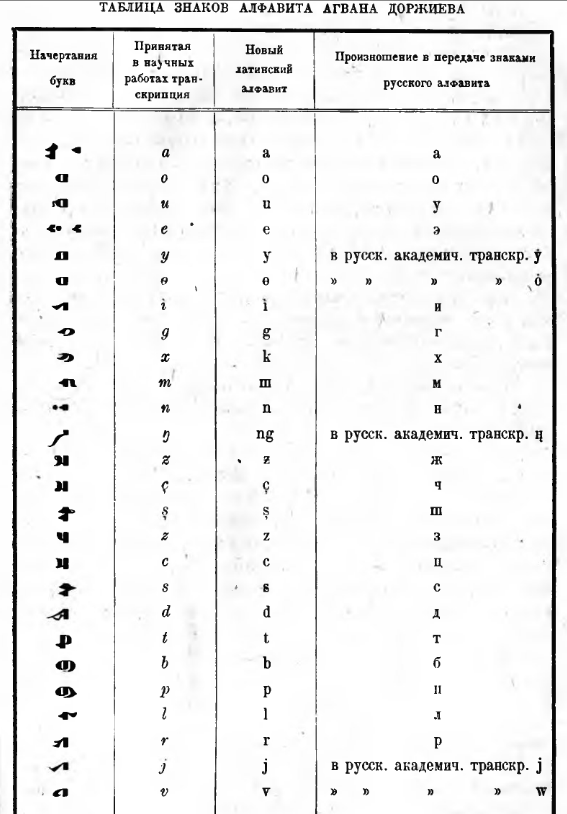
Алфавит Агвана Доржиева

Старомонгольский письменный язык и старомонгольское вертикальное письмо для его записи проникли к бурятам в начале XVIII века. На этом языке бурятами были написаны многочисленные документы, в том числе летописи. Среди учёных остаётся дискуссионным вопрос, можно ли считать эти документы памятниками письменности бурятского языка. Так, Ц. Б. Цыдендамбаев утверждал, что язык написанных в бурятских землях текстов ничем не отличается от письменного монгольского языка. Б. Я. Владимирцов, Г. Д. Санжеев и Т. А. Бергатаев считали, что бурятами был создан особый бурятский извод письменного монгольского языка. По мнению же Д. Д. Доржиева, сформировался самостоятельный старобурятский литературно-письменный язык.
Старомонгольское письмо, широко распространившись у восточных бурят, практически не нашло применения у бурят западных, которые имели меньше культурных и хозяйственных связей с монголами и диалект которых дальше отстоял от монгольского языка. В начале XX века бурятским ламой Агваном Доржиевым на основе старомонгольского письма был разработан особый алфавит для западного наречия бурятского языка, получивший название «вагиндра». На этом алфавите были изданы учебник, несколько сборников поэзии и ряд брошюр религиозного содержания. Однако широкого распространения алфавит Доржиева так и не получил, и единственным письмом бурятского народа до конца 1920-х годов оставалось старомонгольское. Даже после официальной замены старомонгольского письма на латиницу, произошедшей в 1930 году, оно оставалось в употреблении. Так, вплоть до 1936 года на нём печаталась часть материалов в газетах.
Основным отличием алфавита Агвана Доржиева от старомонгольского письма было использование не трёх форм начертания знаков (начальная, срединная и конечная), а только одной (срединной), а также наличие нескольких букв для заимствований.

## Латиница

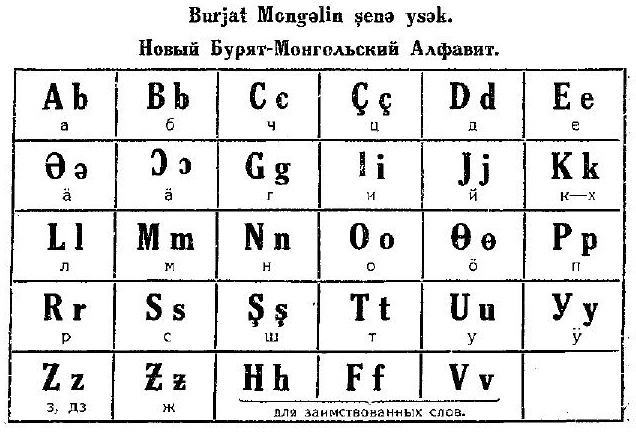
Алфавит Барадина (1929).

Первые попытки создания бурятской латинизированной письменности относятся к началу XX века. В 1905 году Б. Б. Барадин начал опыты по созданию бурятской письменности на латинской графической основе. Через 5 лет на этом алфавите им была издана брошюра «Отрывки из бурятской народной литературы» (Buriaad zonoi uran eugeiin deeji). Алфавит этого издания содержал следующие буквы: A a, B b, C c, D d, E e, G g, H h, I i, J j, L l, M m, N n, O o, P p, R r, S s, T t, U u, X x, Y y, Z z. Долгие гласные обозначались удвоением букв. Алфавит Барадина не получил поддержки властей и встретил неприятие со стороны духовенства, вследствие чего не имел дальнейшего развития.
В 1920-е годы в СССР начался процесс латинизации письменностей. В 1926 году на I национально-культурном совещании в Верхнеудинске был поднят вопрос о латинизации бурятской письменности, но тогда он не был поддержан большинством участников, в том числе видным учёным Г. Ц. Цыбиковым. В 1929 году вопрос о латинизации был поднят снова. Первый вариант нового алфавита предложил Б. Б. Барадин: A a, B b, C c, Ç ç, D d, E e, Ә ә, Ɔ ɔ, G g, I i, J j, K k, L l, M m, N n, O o, Ө ө, P p, R r, S s, Ş ş, T t, U u, Y y, Z z, Ƶ ƶ, H h, F f, V v. В феврале 1930 года в Верхнеудинске прошла конференция по латинизации, которая окончательно решила вопрос о переходе на латинскую графику и утвердила алфавит, который содержал буквы стандартного латинского алфавита (кроме q и x), диграфы ch, sh, zh, а также букву ө. Но в январе 1931 года официально была принята его изменённая версия, унифицированная с другими алфавитами народов СССР. В 1937 году в этот алфавит были дополнительно введены буквы Х х и ь, после чего он принял следующий вид:
| A a | B b | C c | Ç ç | D d | E e | F f | G g | H h | I i |
| J j | K k | L l | M m | N n | O o | Ө ө | P p | R r | S s |
| Ş ş | T t | U u | V v | X x | Y y | Z z | Ƶ ƶ | ь   |     |

Этот алфавит использовался до перехода на кириллицу в 1939 году.

## Кириллица
Среди западных бурят старомонгольское письмо не имело распространения. С XVIII века предпринимались попытки создания письменности западных бурят на кириллической графической основе. Христианизация бурят и развитие народного образования в середине XIX века привели к появлению первых бурятских книг на кириллице. В основном это были переводы богослужебных текстов, но уже в 1864 году вышел первый западно-бурятский букварь, составленный Ринчином Номтоевым — «Самоучитель или расписная азбука с переводом на монгольский язык для учеников монголо-бурятских». За ним последовали и другие учебные издания на кириллице. В начале XX века на этом алфавите печатались также книги по медицине, сельскому хозяйству и другим отраслям знаний. Алфавит этих изданий не был устойчивым и менялся от издания к изданию. Обычно использовался русский алфавит с добавлением букв Ӧ ӧ (иногда вместо неё писали Ё ё) и Ӱ ӱ, а также диакритические знаки — макроны для обозначения долгих гласных.
В 1939 году в ходе общесоюзного процесса кириллизации бурятский латинизированный алфавит был заменён кириллицей с добавлением трёх специальных букв (Ү ү, Ө ө, Һ һ). Президиум Верховного совета Бурят-Монгольской АССР постановил ввести новый алфавит с 1 мая 1939 года, перевести на него делопроизводство с 1 января 1940 года и начать на нём обучение в школах с 1939/40 учебного года.
Современный бурятский алфавит:
| А а | Б б | В в | Г г | Д д | Е е | Ё ё | Ж ж | З з | И и | Й й | К к | Л л | М м | Н н | О о | Ө ө | П п |
| Р р | С с | Т т | У у | Ү ү | Ф ф | Х х | Һ һ | Ц ц | Ч ч | Ш ш | Щ щ | Ъ ъ | Ы ы | Ь ь | Э э | Ю ю | Я я |

Буквы В в, К к, Ф ф, Ц ц, Ч ч, Щ щ используются только в заимствованиях. Буква Ө ө обозначает широкий губной переднего ряда, Ү ү — узкий губной переднего ряда, Һ һ — фарингальный щелевой звук.

## Таблица соответствия алфавитов
Составлено по:,
| Кириллица с 1939 | Латиница 1930-1939 | Латиница 1910 | Старомонгольское письмо |
| ---------------- | ------------------ | ------------- | ----------------------- |
| А а              | A a                | A a           | ᠠ                       |
| Б б              | B b                | B b           | ᠪ                       |
| В в              | V v                | -             | ᠸ                       |
| Г г              | G g                | G g           | ᠭ                       |
| Д д              | D d                | D d           | ᠳ                       |
| Е е              | -                  | -             | -                       |
| Ё ё              | -                  | -             | -                       |
| Ж ж              | Ƶ ƶ                | J j           | ᠵ                       |
| З з              | Z z                | Z z           | -                       |
| И и              | I i                | I i           | ᠢ                       |
| Й й              | J j                | Y y           | ᠶ                       |
| К к              | K k                | -             | ᠺ                       |
| Л л              | L l                | L l           | ᠯ                       |
| М м              | M m                | M m           | ᠮ                       |
| Н н              | N n                | N n           | ᠨ, ᠩ                    |
| О о              | O o                | O o           | ᠣ                       |
| Ө ө              | Ө ө                | Eo eo         | ᠥ                       |
| П п              | P p                | P p           | ᠫ                       |
| Р р              | R r                | R r           | ᠷ                       |
| С с              | S s                | C c           | ᠰ                       |
| Т т              | T t                | T t           | ᠲ                       |
| У у              | U u                | U u           | ᠣ                       |
| Ү ү              | Y y                | Eu eu         | ᠥ                       |
| Ф ф              | F f                | -             | -                       |
| Х х              | H h, K k           | H h           | ᠬ                       |
| Һ һ              | X x                | X x           | ᠾ                       |
| Ц ц              | C c                | C c           | -                       |
| Ч ч              | Ç ç                | -             | ᠴ                       |
| Ш ш              | Ş ş                | S s           | ᠱ                       |
| Щ щ              | -                  | -             | -                       |
| Ъ ъ              | -                  | -             | -                       |
| Ы ы              | Ь ь                | -             | -                       |
| Ь ь              | -                  | -             | -                       |
| Э э              | E e                | E e           | ᠡ                       |
| Ю ю              | -                  | -             | -                       |
| Я я              | -                  | -             | -                       |